# Lucie Borhyová
Lucie Borhyová (* 16. dubna 1978 Praha) je česká televizní moderátorka, která uvádí od 5. srpna 1999 Televizní noviny na TV Nova a od roku 2005 také magazín Víkend. Patří mezi nejznámější tváře televize Nova.[zdroj?]

## Studium
Roku 1996 dokončila Gymnázium Františka Palackého v Neratovicích. Po gymnáziu se pokusila uspět u přijímacích zkoušek na Filozofickou fakultu Univerzity Karlovy, kde se chtěla věnovat studiu oboru sociální práce. Po nepřijetí začala studovat Vyšší odbornou školu publicistiky, kterou úspěšně dokončila.

## Kariéra
V roce 1997 začínala v TV Nova jako pomocná redaktorka ve zpravodajství. Několikrát obdržela cenu Nejoblíbenější ženy Novy v Anketě ANNO, v roce 2009 se umístila na třetí příčce (ANNO 2008). V roce 2007 se zúčastnila televizní soutěže Bailando, kde soutěžila s Petrem Pikem pro jeho postiženého synovce Daniela. V roce 2008 začala moderovat i Odpolední Televizní noviny.
Kromě moderování dostala i nabídky herecké – zahrála si v Ulici, Comebacku, v Ordinaci v růžové zahradě 2 a ve filmu Dědictví aneb Kurvaseneříká. Za svoji kariéru získala mnoho diváckých a televizních ocenění. Tvoří dlouholetou moderátorskou dvojici s Reynoldsem Korantengem.
Díky své dlouholeté moderaci Televizních novin a Odpoledních Televizních novin se stala jednou z typických tváří televize Nova a moderovala tak i vyhlášení cen Český Slavík Mattoni 2000, nebo několik speciálů pořadu Život ve hvězdách.

## Rodinné vztahy
Lucie Borhyová má jednoho syna, Lucase Papadakise, který se narodil 11. prosince 2008. Jeho otcem je řecký podnikatel Nicolaos Papadakis.
Od září 2012 byl jejím partnerem sportovní redaktor TV Nova Michal Hrdlička, s nímž byla zasnoubena a kterému také 25. června 2014 porodila svého druhého potomka, dceru Lindu. Ještě před narozením dcery Lindy chtěla Borhyová stihnout sňatek, ale ze svatby nakonec sešlo, protože televizní pár nedokázal utajit termín. Dne 14. října 2015 oficiálně Lucie Borhyová a Michal Hrdlička potvrdili rozchod.